# Allocab
Allocab est le nom d'une startup française ainsi que le nom de son site web et de son application mobile sur iOS et Android. 
L'objectif de l'entreprise est de simplifier la réservation de voiture de tourisme avec chauffeur (VTC) et de motos taxis.
Ses fondateurs, Yanis Kiansky (directeur général), Thomas Tiercelin (directeur technique) et Eric Cassin (directeur du revenu) sont toujours à la tête de la société.

## Historique
La société Allocab fut fondée en mai 2011 par Yanis Kiansky et Thomas Tiercellin. Ils sont rapidement rejoints par Eric Cassin. 
En septembre 2012, ils mettent en ligne le site Allocab.com ainsi que l'application Allocab sur IOS et Android, permettant ainsi aux habitants de la ville de Paris de réserver un VTC ou une moto taxi.   
En décembre 2013, Allocab conclut un partenariat avec la SNCF, qui lance son nouveau service porte-à-porte IDCAB pour un certain nombre de gares. 
En janvier 2014, Allocab s’implante à Lyon et à Montpellier et annonce sa volonté de rentrer dans le secteur du transport sanitaire de patients
Le 13 janvier 2014, Allocab dépose un recours en référé devant le Conseil d’État, demandant la suspension de décret quinze minutes, imposant aux VTC de respecter un délai de 15 minutes entre la réservation et la prise en charge du client. Le 5 février 2014, le Conseil d’État suspend le décret 15 minutes à la suite du recours d'Allocab, avant de le supprimer définitivement le 17 décembre 2014. 
En 2015, l'entreprise s'implante dans 8 autres villes en France : Aix-en-Provence, Strasbourg, La Rochelle, Poitiers, Grenoble, Rouen, Dunkerque et Saint-Étienne. 
Fin 2016, la SNCF rentre au capital de l'entreprise pour 3 millions d'euros mais les fondateurs conservent la majorité.
En 2017, Allocab annonce son implantation à Saint-Nazaire. La même année, avec d'autres entreprises françaises du VTC (Chauffeur Privé, SnapCar et Marcel), l'entreprise fait savoir à la FFTPR (fédération française du transport de personnes sur réservation), son souhait que les VTC bénéficient de certaisn avantages habituellement réservés aux taxis.

## Partenariat avec la SNCF
Depuis février 2024, l'entreprise transporte certains salariés de la SNCF (conducteurs et contrôleurs notamment) en Nouvelle-Aquitaine, suscitant la colère des taxis de Périgueux ainsi que de la CGT Cheminot de Lot-et-Garonne. Depuis février 2025, l'entreprise transporte aussi en parti le personnel SNCF dans la région Bretagne 

## Controverse
En mars 2020, le Journal du Net rapporte que plusieurs chauffeurs se plaignent de retard de paiement.